# アロン郡区
アロン郡区 （アロンぐんく、ビルマ語: အလုံ မြို့နယ်、英語: Ahlon Township または 英語: Ahlone Township）はミャンマー ヤンゴン市 ヤンゴン西部県にある郡区。郡区は11の小区（Ward）によって構成される。郡区の北はサンチャウン郡区とチミンダイン郡区、西はヤンゴン川、東はダゴン郡区、南はランマドー郡区に接する 。アロン郡区には小学校10校、中学校2校、高等学校6校がある。
またヤンゴン川に面するアロン郡区西南部にはヤンゴン港アロン埠頭もある。ミャンマー港湾局が管理しており、2000年からアジアワールド社が運営している。
郡区の中心的な公園はタキンミャ公園。アロン郡区には、2010年までヤンゴン市最大の卸売り、小売市場であったティリミンガラ市場が設置されていた。現在廃止され、ヤンゴン市開発委員会はライン郡区など郊外、ストランド通りやアジアワールド埠頭（アロン埠頭）への店舗移転を進めている。

## 主な建築物
ヤンゴン市開発委員会が保全しているインセイン郡区の建築学的重要な建物、建築物は以下の通り。
| 建築物                    | 種類 | 所在地                        | 記 |
| ------------------------- | ---- | ----------------------------- | -- |
| アロン第4基礎教育高等学校 | 学校 | ローワー・チミンダイン通り 57 |    |